# 小さな旅
『小さな旅』（ちいさなたび）は、NHK総合テレビジョンで放送されている紀行番組である。
1983年4月8日から『いっと6けん小さな旅』として放送を開始し、1991年から現行の番組名となり、2018年12月からNHK BS4K、2020年4月からNHK BS1、2021年4月からNHK BSプレミアムでも放送されている。

## 概要
観光スポットや飲食店紹介などがほとんどないため、「旅番組」ではなく「紀行番組」の範疇に入るが、番組進行としては、冒頭で当該地域の概要を紹介した後は、その地域に住む人々や生活風景に焦点を当てている。
元々は、NHK首都圏放送センター（2020年度にNHK首都圏局に改組）が、1983年から関東地方1都6県向けに放送を開始した首都圏向け紀行番組であり、『いっと6けん小さな旅』として放送を開始した。翌1984年には取材・放送エリアを甲信越地方に広げて『関東甲信越小さな旅』となり、1991年に取材対象の拡大に合わせて現在の番組名となっている。2010年3月まではあくまでも首都圏放送センター制作の関東甲信越および静岡県向け地域情報番組の一つという位置づけであったため、2020年にNHKオンラインがリニューアルされるまでは番組公式サイトが首都圏放送センターのディレクトリ内に置かれていた（現在もNHK首都圏局のサイト「ちかさとナビ」からほかの地域情報番組同様に番組公式サイトへのリンクが貼られている）。
基本的な取材対象エリアは、2010年3月までは首都圏（関東地方および中部地方東部（甲信越・静岡））および放送エリア外の福島県であったが、首都圏から比較的訪れやすい富山県や石川県も取材対象となる場合があった。また山形県も山形新幹線の開通もあり2004年あたりから取材範囲に含まれ、2006年には『ゆうどきネットワーク』を飛び降りた後の穴埋め枠で放送されていた。しかし2007年度は『ゆうどき』完全放送に移行したため、夕方での放送は打ち切られている。
番組名が『小さな旅』になって以降、本来の放送エリアである本部直轄管外も取材対象にするケースがたびたびあり、特集の全国放送（下記参照）、再放送枠やBS hiでの定期的な放送、加えてNHKワールド・プレミアムのノンスクランブル放送を利用して日本国内に限らず、海外でも視聴できるなど、実質的に全国放送となっていたが、2010年4月3日より正式に全国放送に移行した。全国展開以後は、関東甲信越およびその周辺地域と、それ以外の地域がほぼ半数ずつ取材対象となっている。また、制作クレジット上は取材地域の放送局が制作著作扱いとなっている場合がある（大阪府=NHK・大阪、広島県=NHK・広島 など）。
2011年1月から、『週刊こどもニュース』の終了、『ニュース 深読み』のスタートに伴い、放送時間が土曜日から2010年3月までの放送時間であった日曜の朝に再移動した。
基本的には番組自体が放送休止になることはほとんどないが、2012年12月23日は『天皇誕生日 皇室この1年』の放送のため別番組差し替えの地域を含めて休止となっている（NHKワールド・プレミアムも『天皇誕生日 皇室この1年』をそのままノンスクランブルで放送された。平日と重なる祝日ではスクランブル配信となっているが、この日は天皇誕生日が日曜日と重なったため事実上、本番組休止の代替番組扱いでのノンスクランブル放送となった）。

## 沿革
- 1983年4月8日、それまで金曜日22:00 - 22:30に放送されていた首都圏ローカルの情報番組『ふるさとからこんばんは』→『いっと6けん』をリニューアルする形で放送開始。開始当初のタイトルは『いっと6けん小さな旅』[1][5]。
- 1984年3月22日、放送エリアを甲信越地域にも拡大、タイトルも『関東・甲信越小さな旅』と改題、放送日も木曜日[1]に変更された。
  - この時点で静岡県東部・伊豆地方での取材も不定期ながら増えていたため、静岡局はその都度単発番組としてローカル時間帯に放送していた。
- 1991年4月4日、タイトルを現在の『小さな旅』に変更。福島県や静岡県なども取材対象となる。
  - この変更をもって、静岡局も正式にレギュラー番組としてネットを開始。以後、衛星放送でもレギュラー番組化され、地上波での単発特番を含め全国放送されるようになった。
- この間、放送時間も何度か変更されている（1993年4月10日〜2000年3月25日：土曜日、2000年4月9日〜：日曜日[1]）。
- 2008年12月、NHKオンデマンドで配信開始。
- 2010年1月20日、放送総局長の定例会見で『ゆうどきネットワーク』と異なりこの番組が正式な“脱・ローカル”の全国放送となる方向性を発表、正式に全国放送の番組となることが明らかになった。
- 2010年4月3日、放送時間を土曜日9:00 - 9:25に変更、正式に全国放送番組に移行。
- 2011年1月9日、放送時間を9か月ぶりに日曜日8:00 - 8:25に戻した。
- 2018年12月7日、BS4Kでの放送を開始[6]。
- 2020年4月6日（4月5日深夜）、BS1での放送を開始[7]。
- 2021年4月3日、『小さな旅 4K選』としてBSプレミアムでの放送を開始[3]。

## 現在の放送時間

### 総合テレビ、NHKワールド・プレミアム
- 本放送：日曜日 8:00 - 8:25（2001年4月8日から）[8][注 1]
  - NHKワールド・プレミアムはこの時間1回限りの放送となっている。
- 再放送：月曜日 4:20 - 4:45（2023年4月3日から）[注 2]

#### 地域別の差し替え
下記の地域では、日曜日の本放送は次の別番組に差し替えとなるが、いずれも『小さな旅』で当該地域が取り上げられる場合は同時放送となる。
- 北海道：北海道道（再放送、2020年4月 - 2023年3月）
- 近畿地方：えぇトコ（再放送、2020年4月 - 2024年3月）
  - 2021年3月までは最終週を除く。ただし、1時間枠拡大の特集『山の歌 総集編』は放送なし。

### BS1
- 日曜日 23:50 - 月曜日 0:15（日曜日深夜、2021年4月 - ）[3]
  - 原則として大阪局の旅番組『えぇトコ』との交互放送。『小さな旅』が放送される場合は、1週または2週分が放送される。

### BSプレミアム
- 土曜日 6:05 - 6:30（2021年4月 - ）[3]
  - 『小さな旅 4K選』として、BS4Kと同時放送。

### BS4K
いずれも2021年4月以降。
- 本放送：日曜日 17:05 - 17:30[3]
- 再放送：土曜日 6:05 - 6:30（BSプレミアムと同時放送）[3]

### 英訳版
2023年10月に放送された銚子電気鉄道沿線を取材した「百年電車と この先も ～千葉県 銚子市～」が、2024年2月18日（日本時間）9:35-10:00に、英訳された内容がNHKワールドTV（日本国外の放送機関、並びに国内ケーブルテレビ・アプリ向け）に放送された。これはNHKワールドが随時実施する「地域特集キャンペーン」で2024年2月に行われた「千葉月間」の一環として企画したもの。

## 過去の放送時間

### 2011年1月以降

#### 総合テレビ、NHKワールド・プレミアム
- 火曜日 16:20 - 16:45（2011年4月 - 2012年3月）※東北地方のみ[注 3]
- 木曜日 11:05 - 11:30（2011年4月 - 2014年3月。関東・東北地方（2013年3月まで）を除くローカル番組未放送地域への裏送りで、上記の別番組差し替え地域ではこの時間が初回放送扱い。日曜日初回放送から4日後の放送[注 4]。2012年度は一時期、日曜日の初回放送から11日後に放送されていた。なお、近畿地方では『新・ルソンの壺』の再放送枠となっており放送なし）
- 月曜日 11:05 - 11:30（2014年4月 - 2020年9月。関東地方を除く）[注 4]
  - 当該時間帯について関東地方は2022年2月28日まで『ひるまえほっと』が放送されていた。
- 土曜日 5:15 - 5:40（2011年4月9日 - 2020年9月26日）
  - 近畿地方は2011年度のみ別番組差し替えとなっていたが、2012年度から放送されるようになった。日曜日初回放送から6日後の放送。近畿地方ならびに近畿を除く別番組差し替え地域で、月曜日または日曜日の裏送り放送が休止となる場合は、この時間が初回放送扱い）
- 木曜日 11:05 - 11:30（2020年10月8日 - 2023年3月30日）[注 4]

#### BS2
- 火曜日 15:30 - 15:55（国会中継や大相撲中継なども行われるため、不定期放送扱いだったが、2011年3月で打ち切り）
  - 上記のように日曜日の初回放送は本番組が関東甲信越ブロックの地域情報番組枠であった名残からか別番組差し替えとなっているところが過半数以上の地域で占めていた。地域によっては制作局が遅れ放送となる場合もあった（特に大阪局など近畿地方の放送局が制作の場合）。
  - 甲信越地方、静岡県、中国地方（鳥取県を除く）、愛媛県、高知県、九州地区（2018年4月以降）（NHKワールド・プレミアムのノンスクランブル放送を受信して補完視聴している場合では東北・関東地方以外の地域）では最大で3回同じ内容が視聴できた。
    - なお、木曜日に祝日や国会中継などが重なると2回、地域によっては1回限りの放送となる場合もあった。
    - 2011年度の近畿地方では木曜日の放送が祝日・国会中継で休止の場合、本番組自体未放送となる場合もあった（NHKオンデマンドが利用できる環境にある世帯とNHKワールド・プレミアムのノンスクランブル放送を受信している世帯を除く）。
    - BS2の放送があった2011年3月以前は最大で4回同じ内容が視聴できた地域もあった。

#### NHKワールドTV
- 水曜日 11:30 - 11:55（初回放送。その後4時間おきに計6回放送。約3か月遅れ。2012年3月で打ち切り）

#### BS1
- 月曜日 0:00 - 0:25（日曜日深夜。2020年4月 - 2021年3月）[9]

#### BS4K
- 本放送：日曜日 8:00 - 8:25（2021年2月21日 - 2021年3月28日。総合テレビと同時放送）
- 再放送：水曜日 19:30 - 19:55（2018年12月 - 2021年3月。2021年2月17日までは本放送）[6][9]
- 再放送：水曜日 9:00 - 9:25（2018年12月 - 2021年3月）[6][9]

### 2010年4月から12月まで

#### 総合テレビ、NHKワールド・プレミアム

##### 本放送
- 土曜日 9:00 - 9:25

##### 再放送
- 日曜日 4:30 - 4:55
- 月曜日 11:05 - 11:30 ※関東・近畿各地方以外のローカル番組未放送地域への裏送り[注 4]

#### BS2
- 火曜日 15:30 - 15:55

#### NHKワールドTV
- 水曜日 11:30 - 11:55（初回放送。その後4時間おきに計6回放送。約3か月遅れ）

### 2010年3月以前

#### 総合テレビ、NHKワールド・プレミアム
- 日曜日 8:00 - 8:25（関東・甲信越地区および静岡県、NHKワールド・プレミアム）
  - 『特集 夏（冬）小さな旅』となる場合は全国放送。また、金曜19時台に全国ネットの特番が組まれた週も一部地域を除き、全国放送になることがあった（地域情報番組が19:30 - 20:45にあった週でも該当する地域では放送されることがあった）。
  - 静岡放送局のワンセグでは2006年4月2日から2007年1月28日までの間放送されず、名古屋放送局制作の『ナビゲーション』の再放送を放送していた（静岡以外の東海北陸ブロックでは、通常のハイビジョン放送を含めてこの時間、『ナビゲーション』を放送）。
- 月曜日 11:05 - 11:30 ※ローカル番組未放送地域のうち、東北地方・近畿地方以外への裏送り）[注 4]
- 土曜日 4:30 - 4:55（近畿地方を除く全国向け。近畿では2009年4月以降『新日本紀行ふたたび』の遅れ放送を行っていた）
  - このため、近畿地方では隣県の放送が視聴可能な周辺地域を除き、通常は地上波で視聴することができなかった（実質不定期放送扱い）。
  - しかし、祝日の早朝4:30 - 4:55や、夏の高校野球休止時（または放送が早く終わった場合）などには近畿地区でも地上波で放送されることがあった。

#### BS hi
- 土曜日 6:30 - 6:55（2009年度）
- 木曜日 7:00 - 7:25（2007年1月11日 - 2008年度）

### 地域別の差し替え

#### 差し替えを継続している地域
- 北海道：『北海道クローズアップ』・『北海道中ひざくりげ』（放送があった週は初回放送日の9日後の当該枠で再放送）の再放送（いずれも2020年3月まで）、『北海道スペシャル』の再放送（2021年3月まで）。
- 近畿地方：『ルソンの壺』の本放送（最終週 7:45 - 8:25、2021年3月まで）※最終回となった2021年3月21日は最終週の放送ではなかった。
  - 2012年4月から2013年3月までは最終週のみ『まるかじり!アジアン食堂』、2013年4月からは『かんさい人物ファイル アジアに夢中!』を放送。『さわやか自然百景』は2014年3月まで左記放送に伴う時差放送（8:10 - 8:25）。

#### 日曜日の本放送を同時放送に移行した地域
- 東北地方：『被災地からの声』（2011年4月 - 2012年3月）
  - 本番組は後述にある火曜日16時台に時差放送[注 3]。ただし、1時間枠拡大の特集『山の歌 総集編』は2012年3月20日の13:05から放送[注 4]。
  - 2012年4月から『被災地からの声』が木曜12:20からの放送に移動したため、1年ぶりに東京からの放送と同一時刻での放送に戻った。
- 東海・北陸地方（静岡県を除く。また、毎月最終週に限り福井県を除く）
  - 『ナビゲーション』の再放送。その他、これまでの全国放送番組で東海・北陸地方に関連する内容をアンコール放送。
  - 東海・北陸地方が取り上げられる場合は差し替えなしでそのまま本番組が放送。福井県では毎月最終週は『ビジネス新伝説 ルソンの壺』の放送に割り当てしていた（2013年度まで）。
  - 『ナビゲーション』の再放送が2019年度から移動となったため、同時放送に移行。
- 鳥取県：『ビジネス新伝説 ルソンの壺』の再放送（2013年度のみ、それ以前は本放送。最終週を除く）、『さわやか自然百景』の時差放送。2014年度から同時放送へ移行。
- 香川県・徳島県：鳥取県と同様のパターン。2013年度から同時放送へ移行。
- 九州・沖縄地方：地域情報番組の再放送（週により各地域別またはブロック単位 7:45 - 8:10）、『さわやか自然百景』（左記放送に伴う時差放送 8:10 - 8:25）
  - 1時間枠拡大の特集『山の歌 総集編』は、2012年3月31日の17:00から放送（2018年3月まで）、2018年4月以降は『おはサタ!』終了に伴い、地域情報番組の再放送が土曜日の7:35 - 8:00に移動したため、原則として同時ネット。

## 備考
- NHKワールドTVは英語放送強化による番組改編で2008年3月をもって一旦放送を打ち切ったが、2009年4月より英語主音声の2か国語放送、字幕テロップを英語に差し替えた上で放送を再開した（英語でのタイトルは「Gentle Journeys」）。
- NHKワールド・プレミアムでは、2008年10月からノンスクランブルで視聴可能。
- スカパー!、旅チャンネルでも過去の回が2010年より放送が開始された。なお、NHKでの放送時間は25分だが、旅チャンネルではステーションスポットなどを放送するため、30分番組となっている。また、NHKでの次回予告部分は、番組タイトルに差し替えられる。
- 放送番組センターの配給により、テレビ神奈川や三重テレビをはじめとした独立局などで放送されたこともある。
- 『ゆうどきネットワーク』の金曜日放送で番組の最後に本番組の予告が放送されることがある。この時はリポーター役のアナウンサーがゲスト出演し、見所を紹介する。放送時間が「日曜日8:00（一部地域を除く）」と表示されるため差し替え放送がある地域（北海道地方など）では放送局独自に初回放送日と放送時間（日曜日4:30）の字幕スーパーを表示する場合もある。
- 放送地域を扱った内容をローカル枠（主に金曜日「地域情報番組枠」など）で再放送する例もある。
  - 一例として、中国地方5県では2016年2月6日（土曜日）10:05 - 11:20に『中国地方とっておきの場所〜“小さな旅”スペシャル〜』として広島局制作「帆風 おだやか〜広島県尾道市向島〜」・鳥取局制作「地蔵 ほほえむ街〜鳥取県米子市〜」・岡山局制作「オリーブの風吹く町で〜岡山県瀬戸内市牛窓町〜」の3本を放送した。
  - さらに2022年4月29日早朝には、2021年12月に放送された「こころウチナンチュ〜横浜市鶴見区」が、当時放送されていた連続テレビ小説『ちむどんどん』[注 5]の関連番組として再放送された。
- 2022年4月10日からはNHKワールド JAPANのホームページ上において本番組の見逃し配信を開始した[10]。なお、日本国内からのインターネット視聴は既に類似サービスであるNHKプラスが行われていることや受信料制度との整合性の観点から配信対象外となっており、不可能である[11]。

## 出演者
下記のレポーター・ナレーターは放送当時いずれもNHK放送センター、または日本語センター所属（一部嘱託職員含む）のアナウンサーである。
- 山本哲也（2016年4月 - ）
- 藤井彩子（2025年4月 - ）
  - 山本、藤井は隔週で担当。基本的にナレーションでの出演。

### 過去の出演者

#### 男性
- 阿世知幸男（1983年4月 - 1987年3月）
- 早苗俊治（1987年4月 - 1988年3月）
- 清川徹（1988年4月 - 1992年3月）
- 名取将（1992年4月 - 1999年3月、2012年5月20日）
- 明石勇（1999年4月 - 2006年3月）
- 国井雅比古[12]（2006年4月 - 2016年3月）

#### 女性
- 青木裕子（1983年4月 - 1984年3月）
- 山根基世（1984年4月 - 1986年3月）
- 室町澄子（1986年4月 - 1992年3月）
- 加賀美幸子（1992年4月 - 1997年3月、2012年5月13日）
- 桜井洋子（1997年4月 - 1998年3月、2012年5月27日）
- 迫田朋子（1998年4月 - 1999年3月）
- 石井かおる（1999年4月4日 - 2000年9月10日）
- 秋野由美子（2000年9月17日 - 2002年3月10日）
- 山本美希（2002年4月 - 2006年3月）
- 村上由利子（2006年4月 - 2008年3月）
- 内藤裕子（2008年4月 - 7月）
- 小郷知子（2008年8月）
- 宮本愛子（2008年9月 - 2010年3月）
- 森田美由紀（2010年4月 - 2011年3月）
- 一柳亜矢子（2011年4月 - 2013年3月）
- 山田敦子（2013年4月 - 2022年3月）
- 中川緑（2022年4月 - 2025年3月）

#### 代役
- 阿部悌（2009年5月10日放送（初回放送）の「レモン林で会いましょう〜東京 小笠原諸島〜」の回）
- 荒木美和（2008年2月17日、2009年9月6日、2010年9月4日）
- 吉田浩（2011年8月21日放送（初回放送）「なにわの街に魅せられて〜大阪駅界わい〜」）
- 満尾巧（1980年代：新潟県粟島を取材した際の担当）

#### ゲスト
- 伊達みきお（2023年12月24日：当番組のファンで番組放送40周年記念のゲストとして登場）[13]

## 特集：小さな旅
毎年夏・冬の取材には『特集 夏 小さな旅』、『特集 冬 小さな旅』として全国放送され、取材対象エリアも日本全国となっている。
近年は対象エリア外の放送局が独自に制作した旅番組を再編集して放送されることもある。例えば、2006年12月17日に放送された「オダサクが愛した坂の町〜大阪・夕陽丘〜」は同年12月15日に関西ローカルで放送された大阪放送局制作『関西もっといい旅』の再編集版である。この番組は翌年3月28日夕方に『特集 冬 小さな旅』として関東・山梨・静岡以外で放送された。

### 手紙シリーズ 忘れられない私の旅
1993年には放送10周年を記念して視聴者から寄せられた旅の思い出を綴る「手紙シリーズ 忘れられない私の旅」が企画・放送され、以降2006年までは毎年11月から12月にかけて3 - 4週連続で、2007年からは春・夏・秋の年3回、番組に届いた手紙の中から1回につき3 - 4通ずつ選び放送されている。

### 忘れ得ぬ山河
年1回、その総集編が『特集 小さな旅 忘れ得ぬ山河』として総合テレビとBS hiで全国放送されている。
2007年度は総合テレビでは2008年1月14日（成人の日）に放送され、1993年11月6日の放送で紹介された記念すべき1通目の手紙も再放送された。総集編は2004年度以前は毎年12月31日（大晦日）に、2005年度と2006年度は1月1日（元日）の朝に放送された（いずれも総合テレビの場合）。

### シリーズ歳月の旅路
放送30年を記念としてかつて出演していた旅人が以前訪れた地を再訪するというものである（初放送は2012年5月）。

### 山の歌
1997年度からほぼ毎年9月に、シリーズ「山の歌」が3回程放送されている。NHKの各々のアナウンサーが山を訪れ、魅力ある山と関わりのある人々を紹介している。
| 年     | 放送日   | 山名         | タイトル              | 案内人     | 概要                                                               |
| ------ | -------- | ------------ | --------------------- | ---------- | ------------------------------------------------------------------ |
| 1997年 | 9月13日  | 上高地       | 青春の徳本峠          | 桜井洋子   | 7時間の峠道に開ける穂高連峰の感動                                  |
| 1997年 | 9月27日  | 北八ヶ岳     | 森の調べ              | 桜井洋子   | 森を愛し、森と語り、森に歌う北八ヶ岳に生きる人々                   |
| 1997年 | 9月30日  | 唐松岳       | 雲上の庭園            | 名取将     | 高山植物の彩りや八方池のある展望の八方尾根                         |
| 1998年 | 9月5日   | 中央アルプス | 花の稜線ヘ            | 名取将     | 山小屋と花咲く木曽駒ヶ岳から空木岳への稜線の風景                   |
| 1998年 | 9月12日  | 常念山脈     | ふるさとは雲の上に    | 石井かおる | 父親の遺志を娘が継いだ蝶ヶ岳ヒュッテと雲上の道                     |
| 1999年 | 9月4日   | 飯豊山       | 雪と緑と花の尾根      | 明石勇     | 残雪と高山植物に彩られた飯豊の夏                                   |
| 1999年 | 9月11日  | 火打山       | 雲上の庭園            | 石井かおる | 高谷池ヒュッテと湿原に魅せられた人々の思い                         |
| 1999年 | 9月18日  | 仙丈ヶ岳     | わが心岩峰に          | 明石勇     | 仙丈小屋に立ち会う山岳救助隊長など山に思いをはせる人々             |
| 2000年 | 9月3日   | 槍ヶ岳       | 青春の頂へ            | 明石勇     | 槍ヶ岳の姿に様々な思いを寄せる人々                                 |
| 2000年 | 9月10日  | 白馬岳       | 雪渓の向こうに        | 石井かおる | 白馬に関わる人々を通した白馬連峰の魅力                             |
| 2000年 | 9月17日  | 北穂高岳     | わが心岩峰に          | 明石勇     | 親から子へ受け継がれる北穂高への思い                               |
| 2001年 | 9月2日   | 北岳         | 嶺 悠々と             | 明石勇     | 山を愛する人々の姿                                                 |
| 2001年 | 9月9日   | 鹿島槍ヶ岳   | 稜線の家族            | 秋野由美子 | 山小屋の生活が生み出す絆                                           |
| 2001年 | 9月23日  | 甲武信岳     | 潤いの森へ            | 明石勇     | 木々に覆われた甲武信岳の風景と山に生きる人々の暮らし               |
| 2002年 | 9月1日   | 八ヶ岳       | いのち輝く            | 明石勇     | 八ヶ岳で奏でられる夏のシンフォニー                                 |
| 2002年 | 9月8日   | 木曽駒ヶ岳   | 14の夏に              | 宮本愛子   | 脈々と続いてきた中学生の集団登山                                   |
| 2002年 | 9月15日  | 谷川岳       | 岩壁に抱かれ          | 明石勇     | 谷川岳の厳しさを愛する山岳警備隊員                                 |
| 2003年 | 9月7日   | 七倉岳       | 再会の山小屋          | 明石勇     | 船窪小屋の山が深めていく家族の絆                                   |
| 2003年 | 9月14日  | 穂高岳       | 頂へ                  | 宮本愛子   | 高を目指す人々の思いを見つめた涸沢の夏                             |
| 2003年 | 9月21日  | 鳳凰山       | 峰 和む               | 明石勇     | 鳳凰三山の魅力とそこに惹かれ通い続ける人たちの姿                   |
| 2004年 | 9月5日   | 薬師岳       | 峰の十字路で          | 明石勇     | 薬草の専門家の出会いを刻んできた薬師岳                             |
| 2004年 | 9月12日  | 燕岳         | 天上に響き合う        | 山本美希   | 燕山荘のコンサートなど燕岳に魅せられた人々の夏                     |
| 2004年 | 9月19日  | 朝日岳       | 一本道 海へ           | 明石勇     | 変化に富んだ自然の中で栂海新道を作り守り続ける人たち               |
| 2005年 | 9月4日   | 蔵王連峰     | 峰は学舎              | 明石勇     | 変化に富んだ蔵王登山の技と心を受け継ぐ青春群像                     |
| 2005年 | 9月11日  | 常念岳       | 百楽に出会う          | 山本美希   | 田淵行男を知る常念小屋の主人や遺志を継ごうとする人々と常念岳の魅力 |
| 2005年 | 9月18日  | 聖岳         | 深山 誘う             | 明石勇     | 変化に富んだ景観と未知の世界が人々をひきつける深山・聖岳           |
| 2006年 | 9月3日   | 朝日連峰     | 友情の山小屋          | 村上由利子 | 二人の友情が山小屋を支えている朝日連峰の大朝日小屋                 |
| 2006年 | 9月10日  | 早池峰山     | 懐深く 見守られ       | 国井雅比古 | 心の拠所、早池峰山とその麓の暮らし                                 |
| 2007年 | 9月2日   | 五竜岳       | 気高くやさしく        | 国井雅比古 | 五竜岳の気高さと山岳救助隊長と訪れる人を包み込む優しさに触れる     |
| 2007年 | 9月9日   | 越百山       | わが道 深く誇らしく   | 国井雅比古 | 愛着をもって山を守りつづける人々と山の織りなす物語                 |
| 2007年 | 9月16日  | 塩見岳       | にぎわいと静寂        | 国井雅比古 | しみじみ暖かい塩見小屋と小河内岳避難小屋                           |
| 2008年 | 6月1日   | 白馬岳       | 春雪へ                | 宮本愛子   | 厳しさの中、山の優しさを感じる春の白馬岳                           |
| 2008年 | 9月21日  | 金峰山       | 修験の山 わたしの空   | 国井雅比古 | 険しい山に集う人々とふれあい、山頂からの絶景                       |
| 2008年 | 10月26日 | 白馬鑓ヶ岳   | 空高く 秋へのかけ橋   | 国井雅比古 | 白馬鑓温泉小屋の解体直前、登山者の安全を受け継ぐ人々の思い         |
| 2009年 | 8月2日   | 甲斐駒ヶ岳   | 願い待つ 白き貴公子   | 国井雅比古 | 信仰と修行の道として人々の願いを受け止める急峻な黒戸尾根           |
| 2009年 | 9月6日   | 苗場山       | ぽっかりと 楽園       | 荒木美和   | 人々の笑顔が集う湿原の楽園の夏                                     |
| 2009年 | 9月13日  | 乗鞍岳       | 日帰り 3,026メートル  | 国井雅比古 | 夏でも残る雪渓にモーグルスキーのコースを作り続けてきた男性         |
| 2010年 | 8月28日  | 御嶽山       | 祈りの峰 いまも       | 国井雅比古 | 信者を背負う強力と60年の歴史を持つ学校登山に挑む中学生             |
| 2010年 | 9月4日   | 栗駒山       | ふるさとの山 希望の頂 | 森田美由紀 | 震災を乗り越え、ふるさとの山、栗駒山の復興を目指す人               |
| 2010年 | 9月11日  | 利尻山       | いつも見守っている    | 国井雅比古 | ふるさとの山に誇りを持ち、利尻島で登山道を守る人                   |
| 2010年 | 10月23日 | 尾瀬         | 秋 はるかな尾瀬へ     | 森田美由紀 | 秋の尾瀬の魅力                                                     |
| 2011年 | 8月28日  | 八甲田山     | 緑輝く やさしき峰よ   | 国井雅比古 | 仙人岱ヒュッテと八甲田山を愛し、守り続けようとする人々             |
| 2011年 | 9月18日  | 石鎚山       | 祈りの道 頂へ         | 一柳亜矢子 | 修験の山である険しい山道と頂上の神社で奉仕する神主                 |
| 2011年 | 10月23日 | 黒岳         | 神々の庭は 染まりゆく | 国井雅比古 | 大雪山系の紅葉と黒岳石室の人々                                     |
| 2011年 | 10月30日 | 霞沢岳       | 穂高 その峰と語る     | 国井雅比古 | ランプの灯をともす徳本峠小屋                                       |
| 2012年 | 9月2日   | 屋久島       | 雨の森                | 国井雅比古 | 縄文杉と宮之浦岳の展望台へ                                         |
| 2012年 | 9月9日   | 瑞牆山       | 輝く岩峰              | 一柳亜矢子 | アサギマダラが舞う奇石を巡る                                       |
| 2012年 | 9月16日  | 大山         | いつも心にそびえて    | 国井雅比古 | 一木一石運動が行われている「伯耆富士」                             |
| 2013年 | 8月25日  | 夕張岳       | 花の道 きらめいて     | 国井雅比古 | 高山植物の花の山旅                                                 |
| 2013年 | 9月1日   | 六甲山       | はじまりの峰          | 山田敦子   | 夏の花やナイトハイキングの模様も織り交ぜた山旅                     |
| 2013年 | 11月10日 | 越後駒ヶ岳   | こころ澄む稜線        | 国井雅比古 | 秋の滝雲の風景と管理人夫婦の固い絆の物語                           |
| 2013年 | 11月17日 | 安達太良山   | ほら、空が近くに      | 山田敦子   | 故郷の山に抱かれた人々の思いに触れる山旅                           |

## テーマ曲・BGM
「光と風の四季」（作曲：大野雄二 / 演奏：アンサンブル・デ・ヴォワィヤージュ）
- この曲はオープニング・バージョンとエンディング・バージョンが存在している。ほぼ同一の曲ながら、曲の始めと終わりなど一部が異なっている。
- 冒頭部の短いイントロに続き、コーラングレにより印象的な旋律が奏でられる。
- 1990年代から現在使用されている曲は1980年代の曲の音色を変更する等のアレンジが加えられている。
- サウンドトラック盤が日本コロムビアより発売されている（3種類）。1993年にリリースされた「組曲『小さな旅』〜光と風の四季〜」では、ハイビジョンの試験放送を意識した約3分のバージョンが録音された。
- NHKスタジオパークやNHKサービスセンター オンラインショップなどで購入できるCD「懐かしのNHKテーマ音楽集」、「懐かしのNHKテレビ主題曲集」には1980年代のバージョンが収録されている。
- またNHK首都圏放送センターにおいて、希望者に対し「光と風の四季」の楽譜を配布している。詳しくはを参照のこと。
- 作曲者の大野と、かつての出演者である明石は、学生時代にジャズバンドを組んでいた同級生でもある （大野：ピアノ、明石：クラリネット）。
- 「小さな旅」（歌：岩崎宏美 / 作詞：山川啓介、作曲：大野雄二、編曲：奥慶一）
  - 「光と風の四季」に歌詞をつけたもの。1986年頃の一時期にテーマ曲として使用されていた。
- 「やすらぎの山河」（作曲：大野雄二）
  - 『特集 小さな旅 忘れ得ぬ山河』のオープニングとエンディングで（毎年一度）流れる。

## パロディ
チコちゃんに叱られる! - 以下の解説VTRにて「チコっと小さな旅」ともじり、原田龍二出演で紹介された。
- 2022年4月15日放送「なんで日本中の温泉まんじゅうは茶色いの?」